# 検非違使

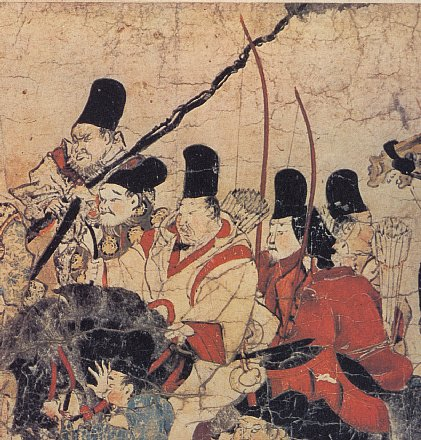
『伴大納言絵詞』に描かれた検非違使

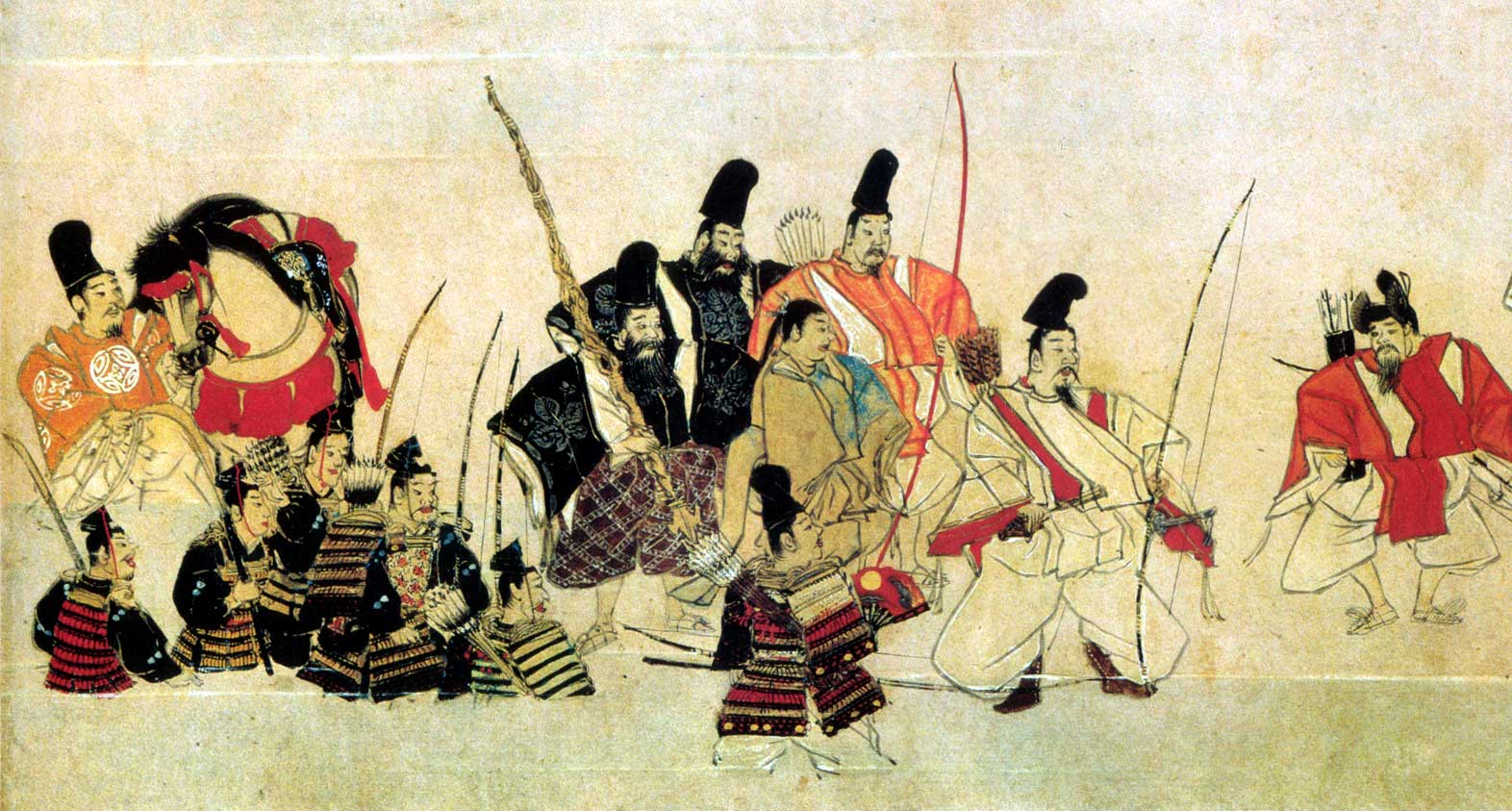
知恩院を警護する検非違使

検非違使（けびいし、けんびいし）は日本の律令制下の令外官の役人。「（不法・違法など）非違を検察する（天皇の）使者」の意で、略して「非違」ともいう。検非違使庁の官人。佐と尉の唐名は廷尉。京都の治安維持と民政を所管した。平安時代初期に発足した。また、平安時代後期には令制国にも置かれるようになった。

## 概要
平安時代の弘仁7年（816年）が初見で、その頃に設置されたと考えられている。当時の朝廷は、桓武天皇による軍団の廃止以来、軍事力を事実上放棄していたが、その結果として、京都の治安が悪化したために、衛門府の組織を利用して創設し、衛門府の武官（中央官人）が宣旨によって検非違使を兼務し軍事・警察を担った。官位相当はない。五位から昇殿が許され殿上人となるため、武士の出世の目安となっていた。864年に東西の市司に事務所を置き、そこでは刑罰を行い見せしめとした。
寛平7年（895年）、左右衛門府内に左右の検非違使庁（役所）を置くようになったが、天暦元年（947年）に効率化、迅速化のために統合されて左庁だけに検非違使庁が置かれるようになった。
司法を担当していた刑部省、警察、監察を担当していた弾正台、都に関わる行政、治安、司法を統括していた京職など他の官庁の職掌をだんだんと奪うようになり、検非違使は大きな権力を振るうようになった。
平安時代後期には刑事事件に関する職権行使のために律令とはちがった性質の「庁例」（使庁の流例ともいわれた慣習法）を適用するようになった。また、この頃から検非違使庁における事務は別当の自宅で行われるようになった。
平安時代末期になると院政の軍事組織である北面武士に取って代わられ、更に鎌倉幕府が六波羅探題を設置すると次第に弱体化し、室町時代には幕府が京都に置かれ、侍所に権限を掌握されることになった。もっとも、検非違使には、犯人の追捕を行う機能と、洛中の行政や刑事裁判を行う機能があり、前者は貞和年間から侍所に代替されるようになり、永徳3年（1383年）を最後に確認できなくなるが、後者はむしろ光厳院政期においては活発であり、後円融院政期の至徳3年（1386年）ごろまで活動が確認できる。このことから森茂暁は、検非違使庁の衰滅時期を至徳末年としている。

## 内部官職
別当
四等官の長官（カミ）に相当する。唐名大理卿。定員は1名で、現任の正あるいは権中納言または参議にして、左あるいは右衛門督、または左あるいは右兵衛督の兼任者のいずれかより補任される慣例である。参議四位で検非違使別当を兼帯した例もある。一方、大納言以上の議政官で兼帯したのは、藤原忠平が911年（延喜11年）に大納言に転任するが、検非違使別当をそのまま兼帯した例のみで他の例はなく、五位以下から兼帯した例もない。なお、検非違使別当は検非違使を統轄する最高責任者ではあるが、自身は検非違使ではない。また、検非違使別当を兼帯した権中納言従三位兼行左衛門督柳原量光が1486年（文明18年）に辞職以降、1655年（明暦元年)10月26日、参議従三位行左衛門督の油小路隆貞が兼帯するまで兼帯者不在。また、途絶え、1744年（延享元年）8月29日、正三位行権中納言兼左衛門督柳原光綱が兼帯以降、明治維新まで後任者が継続する。ちなみに、史料における検非違使別当兼帯の初出は、834年（承和元年）1月27日、参議左大弁従四位上兼行左近衛中将春宮大夫武蔵守の文室秋津である。（公卿補任）
佐
四等官の次官（スケ）に相当する。唐名廷尉。定員は2名で、左あるいは右衛門権佐が兼務していた。なお、原則として検非違使を務めるのは権官である左あるいは右衛門権佐であり、正官である左あるいは右衛門佐が検非違使を務めることはない。別当は兼務が多かったので実質的に検非違使庁の責任者であった。蔵人で検非違使佐を兼ねたり、蔵人・弁官・検非違使佐を兼ねる三事兼帯もいた。ちなみに、史料における検非違使佐兼帯の初出は、824年（天長元年）、左衛門権佐従五位上の笠仲守と従五位下守右衛門権佐の藤原永雄である。（帝王編年記）
大尉
四等官の判官（ジョウ）に相当し、定員は4名で、衛門大尉が兼務していた。明法家である坂上氏及び中原氏が世襲するようになった。
少尉
四等官の判官（ジョウ）に相当し、定員は不定で、衛門尉が兼務していた。10世紀後半頃から源氏や平氏などの武士がなることが多かった。源義経を九郎判官と呼ぶのもこの官職に就いていたからである。
大志、少志
四等官の主典（サカン）に相当する。定員は不定で、若年の明法家がなることが多かった。
府生
他の官司における史生に相当する下級書記官。追捕や裁判に参加する。定員は変動したが、おおよそ2名から4名。
看督長（かどのおさ）
罪人を収監する監獄を管理する役であったが、後に罪人を捕縛する役になる。赤狩衣、白衣、布袴に白杖を持つ異形のいでたちで職務に当たった。
案主（あんじゅ）
検非違使庁の事務役人で、当初1名だったが後に人数が増えた。
火長
衛門府の衛士から選抜された者で、ここから看督長や案主が選ばれた。
放免
元罪人で、下部とも呼び、罪を許され検非違使庁で働くものである。実際に犯罪者を探索し、捕縛や拷問を担当した。

## 検非違使が登場する作品
- 芥川龍之介「藪の中」では警察官のような立場として登場する。また、「羅生門」でも言及される。
- 「宇治拾遺物語」所収の『検非違使忠明のこと』（巻7第4話）は高等学校国語総合の教科書によく取り上げられる。同様の記述は「今昔物語」にも見られる（巻19第40話）。
- 「今昔物語」には、他にも放免が強盗となった出来事が記されている。（巻29第6話「放免共、強盗ト為リ人ノ家ニ入リテ補ヘラルル語」）
- 初期のコンピュータゲーム『平安京エイリアン』のプレイヤーキャラクターは検非違使という設定であった。
- 刀剣乱舞-ONLINE-（DMM.com・ニトロプラス）：プレイヤー側勢力、プレイヤーの敵勢力のどちらとも良しとしない第三勢力として登場。
- ニンジャスレイヤー：第二部:キョート・ヘル・オン・アースにおいて日本から独立した国家であるキョート共和国の治安維持要員として『ケビーシガード』が登場する。おそらく検非違使に由来するものと思われる。
- 牙狼-紅蓮ノ月-：劇場版 薄墨桜-GARO-：ネオ平安の世を取り締まる組織。最高権力者たる藤原道長に疑問を持つものも少なくなく、放免に愛情を抱き検非違使の座を捨て盗賊となった者もいる。劇場版では、検非違使庁すらも藤原道長の手にかかっているものとされた。